# Hartree (eenheid)
De hartree (symbool: Eh) is een atomaire eenheid voor de energie die is genoemd naar de fysicus Douglas Hartree.
{\displaystyle E_{\text{h}}={\frac {\hbar ^{2}}{m_{\text{e}}a_{0}^{2}}}}
= 4,359 743 94(22) × 10−18 J
= 27,211 383 86(68) eV
= 2625,5 kJ/mol
= 627,5 kcal/mol
= 219474,6 1/cm
Hierbij is:
{\displaystyle \hbar }: de constante van Dirac
{\displaystyle m_{\text{e}}}: de rustmassa van het elektron
{\displaystyle a_{0}}: de bohrstraal

## Noot
1. ↑  CODATA Value: hartree-electron volt relationship , National Institute of Standards and Technology